# ジェンマ・チャン
ジェンマ・チャン（英: Gemma Chan, 1982年11月29日 - ）は、イギリスの女優、プロデューサー。香港系イギリス人。

## 来歴
ロンドン出身。父親は香港出身、母親も香港出身で、スコットランドに移住し育った。
オックスフォード大学のウスター・カレッジで法律を学んだ後、女優を志してドラマ・センター・ロンドンに入学、演劇を学ぶ。
2006年に女優デビュー。2015年のテレビドラマ『ヒューマンズ』で主人公のアンドロイド、ミア / アニータを演じて注目された。マーベル・シネマティック・ユニバースでは、2019年公開の映画『キャプテン・マーベル』でクリー帝国の狙撃手ミン・エルヴァ役、2021年公開の映画『エターナルズ』で主人公のセルシ役を演じた。
2022年３月、アンナ・メイ・ウォンの伝記映画を製作、主演することが発表された。チャンは2021年のメットガラレッドカーペットにもウォンをオマージュした衣装で登場していた。

## 私生活
2017年9月、6年間交際したジャック・ホワイトホールと別れた。2018年12月、ブリティッシュ・ファッション・アウォードにカップルとして、俳優ドミニク・クーパーと初めて公に出席した。

## フィルモグラフィ

### 映画
| 年   | 題名                                                                               | 役名                       | 備考                       | 吹き替え                 |
| ---- | ---------------------------------------------------------------------------------- | -------------------------- | -------------------------- | ------------------------ |
| 2006 | When Evil Calls                                                                    | モリー・ネルソン           |                            | N/A                      |
| 2009 | エグザム Exam                                                                      | 候補者2                    |                            |                          |
| 2010 | シャンハイ Shanghai                                                                | シン・シン                 |                            |                          |
| 2010 | サブマリン Submarine                                                               | キム・リン                 | （吹き替え版なし）         |                          |
| 2013 | 嗤う分身 The Double                                                                | 判事                       | （吹き替え版なし）         |                          |
| 2014 | エージェント:ライアン Jack Ryan: Shadow Recruit                                    | エイミー・チャン           | 岡寛恵                     |                          |
| 2016 | ファンタスティック・ビーストと魔法使いの旅 Fantastic Beasts and Where to Find Them | マダム・ヤ・ジョウ         | 土井真理                   |                          |
| 2017 | コードネーム:ストラットン Stratton                                                 | アギー                     | 植竹香菜                   |                          |
| 2017 | トランスフォーマー/最後の騎士王 Transformers: The Last Knight                      | クインテッサ               | 声の出演                   | 木下紗華                 |
| 2018 | クレイジー・リッチ! Crazy Rich Asians                                              | アストリッド・レオン＝テオ |                            | 山賀晴代                 |
| 2018 | ロンドン・フィールズ London Fields                                                 | ペトロネラ                 | （吹き替え版なし）         |                          |
| 2018 | ふたりの女王 メアリーとエリザベス Mary Queen of Scots                              | ベス・オブ・ハードウィック |                            |                          |
| 2018 | Intrigo: Dear Agnes                                                                | ヘニー                     | N/A                        |                          |
| 2019 | キャプテン・マーベル Captain Marvel                                                | ミン・エルヴァ             | 日笠陽子                   |                          |
| 2020 | レット・ゼム・オール・トーク Let Them All Talk                                     | カレン                     | （吹き替え版なし）         |                          |
| 2021 | ラーヤと龍の王国 Raya and the Last Dragon                                          | ナマーリ                   | 声の出演                   | 伊藤静                   |
| 2021 | エターナルズ The Eternals                                                          | セルシ                     |                            | 恒松あゆみ               |
| 2022 | ドント・ウォーリー・ダーリン Don't Worry Darling                                   | シェリー                   |                            | 恒松あゆみ               |
| 2023 | ザ・クリエイター/創造者 The Creator                                                | マヤ                       |                            | 恒松あゆみ               |
| 2023 | 君たちはどう生きるか The Boy and the Heron                                         | 夏子                       | 声の出演（英語版吹き替え） | 木村佳乃（原語版の声優） |
| TBA  | The Actor                                                                          |                            | ポストプロダクション       |                          |
| TBA  | Josephine                                                                          |                            | ポストプロダクション       |                          |

### テレビシリーズ
| 年        | 題名                                                       | 役名                 | 備考                                                     | 吹替       |
| --------- | ---------------------------------------------------------- | -------------------- | -------------------------------------------------------- | ---------- |
| 2009      | ドクター・フー Doctor Who                                  | ミア・ベネット       | 「火星の水」                                             |            |
| 2010      | ハイっ、こちらIT課! The IT Crowd                           | イヴァナ / 女性スル  | 計2話出演                                                |            |
| 2010      | SHERLOCK（シャーロック） Sherlock                          | スーリン・ヤオ       | シーズン1第2話「死を呼ぶ暗号」                           | 花村さやか |
| 2012      | BEDLAM -ベッドラム- Bedlam                                 | キエラ               | 計6話出演                                                |            |
| 2013      | シェトランド Shetland                                      | ハティー・ジェームズ | 計2話出演                                                |            |
| 2015      | Brotherhood                                                | ミス・ペンバートン   | 計3話出演                                                | N/A        |
| 2015-2018 | ヒューマンズ Humans                                        | ミア / アニータ      | 主演、計24話出演                                         | 田中理恵   |
| 2016      | へそまがり昔話 Revolting Rhymes                            | 白雪姫               | 声の出演 計2話出演                                       | 清水理沙   |
| 2018      | ウォーターシップ・ダウンのウサギたち Watership Down        | デュードロップ       | 声の出演 計4話出演                                       | 大津愛理   |
| 2019      | I AM 私の分岐点 I Am...                                    | ハナ                 | シーズン1第3話「I AM ハナ」                              | 松井茜     |
| 2020      | サンダーバード ARE GO Thunderbirds Are Go                  | クワーク教授         | 声の出演 シーズン3第20話「ザ・ワールド・エアー・ショー」 |            |
| 2023      | エクストラポレーションズ:すぐそこにある未来 Extrapolations | ナターシャ・アルパー | 第6話「2066年:ローラ」                                   | 國立幸     |

## 日本語吹き替え
『エターナルズ』以降、主に恒松あゆみが担当している。
このほかにも、田中理恵、岡寛恵、土井真理、植竹香菜なども声を当てている。